# Dipartimento di Haraze Mangueigne
Il dipartimento di Haraze Mangueigne è un dipartimento del Ciad facente parte della provincia del Salamat. Il capoluogo è Haraze Mangueigne.

## Comuni
Il dipartimento comprende i seguenti comuni:
- Daha
- Haraze Mangueigne
- Mangueigne